# Elatostema humblotii
Elatostema humblotii là loài thực vật có hoa trong họ Tầm ma. Loài này được Baill. mô tả khoa học đầu tiên năm 1885.